# Embolemídeos
Embolemídeos (Embolemidae) é uma pequena família de vespas pouca estudada, pertencente à superfamília Chrysidoidea, da ordem de insetos Hymenoptera. Apresentam distribuição cosmopolita, sendo geralmente encontrados dentro de tocas de mamíferos de solo, ou mesmo dentro de formigueiros. Atacam ninfas de cigarrinhas (Hemiptera, Achilidae) que habitam no solo de áreas com vegetação. 
Atualmente conta com cerca de 70 espécies, distribuídas dentre 2 gêneros. Podem apresentar forte dimorfismo sexual, onde as fêmeas são ápteras (sem asas) ou com asas bem reduzidas (micrópteras).  No gênero Ampulicomorpha, não há grande dimorfismo sexual pois as fêmeas sempre possuem asas, como os machos. No entanto, no gênero Embolonemus há marcante dimorfismo sexual, pois as fêmeas são ápteras ou com asas bastante reduzidas, enquanto os machos apresentam as asas bem desenvolvidas. As antenas sempre partem da margem superior do clípeo, e apresentam 10 segmentos, onde o 1o segmento (escapo) é mais grosso do que os demais. Pronoto com tubérculos superiores tocando as tégulas. Apenas um esporão tibial nas pernas anteriores, e dois nas demais. 
No geral, a biologia parece semelhante ao descrito para Dryinidae, em que as vespas fêmeas paralisam o hospedeiro com uma ferroada e depositam um ovo externamente, e a larva resultante deixa uma estrutura em forma de saco feita das exúvias do 2o e 3o ínstar larval. A larva madura enterra sua cabeça no hospedeiro para alimentar-se, e finalmente empupa exteriormente, na cortiça. Não está claro se adultos matam alguns hospedeiros apenas para se alimentar (como predador), além de alimentarem-se da hemolinfa do ovipositado. 
São conhecidas 12 espécies fósseis. A região Neotropical inclui 15 espécies descritas, sobre as quais nada é conhecido da biologia. No Brasil, são conhecidas as espécies Embolonemus boraceia, Embolonemus nearticus, Embolonemus neotropicus e Embolonemus subtilis.